# اوا کوهلر
اوا کوهلر (آلمانی: Eva Köhler؛ زادهٔ ۲ ژانویهٔ ۱۹۴۷) آموزگار و بانوی اول سابق اهل آلمان است.
وی بیوهٔ هورست کوهلر
رئیس‌جمهور آلمان از ۲۰۰۴ تا ۲۰۱۰ است.
وی همچنین برندهٔ جوایزی همچون جایزه اشتایگر شده است.